# 809
Cette page concerne l'année 809  du calendrier julien. Pour l'année 809 av. J.-C., voir 809 av. J.-C. Pour le nombre 809, voir 809 (nombre).
L'année 809 est une année commune qui commence un lundi.

## Événements
- 24 mars : début du règne d'al-Amin, calife abbasside à la mort d'Haroun ar-Rachid (fin en 813). L’empire abbasside est à son apogée[1]. Une guerre civile éclate entre al-Ma’mūn, né d’une Persane et al-Amin, né d’une Arabe, les deux fils d’Haroun ar-Rachid. Al-Ma’mūn s’appuie sur une armée khorasanienne et al-Amin sur les troupes arabes et syrienne.
- 18 mai : abdication de Heizei en faveur de son jeune frère le prince Kamino, qui devient empereur du Japon sous le nom de Saga (fin de règne en 823)[2].

### Europe
- Janvier, Empire byzantin : concile de Constantinople[3]: les stoudites sont condamnés et doivent s’exiler. Théodore tente en vain de faire appel à Rome.

- 7 avril : raid des Maures venus d'Espagne contre la Corse[4].
- 8 avril, Pâques[5]: prise de Serdica. Massacre de la garnison byzantine. La future ville de Sofia tombe sous le contrôle des Bulgares. L'empereur Nicéphore Ier intervient mais échoue à reprendre la place[6].
- Printemps : la flotte byzantine d'Adriatique attaque Comacchio en Italie[7].
- Novembre : concile d’Aix-la-Chapelle, qui établit l’orthodoxie de la formule du Credo avec le « filioque » (« Je crois en l’Esprit-Saint qui descend du Père et du Fils »), sans le consentement du pape[8].
- 28 décembre : la crue d'hiver atteint son apogée en Gaule. Inondation généralisée à la suite de l'abondance des pluies. Les habitants des bords de rivières doivent chercher un refuge sur les hauteurs[9].

- Nouvel échec de Louis le Pieux devant Tortosa[10].
- Pourparlers de paix de Badenfliet entre les envoyés du roi Godfried de Danemark et ceux de Charlemagne. Ils n'aboutissent pas[11].
- Expéditions franques contre les Wilzes (slaves) de 809 à 812 [12].
- Le légat que le pape a envoyé au roi de Northumbrie est capturé par les pirates alors qu’il traversait la Manche pour rentrer à Rome[13].
- Première mention du thème de Céphalonie[14].

## Décès en 809
- 24 mars : Harun al-Rachid.
- 26 mars : Liudger, missionnaire frison, évêque de Münster.